# زولو لوف ليتر (فلم)
زولو لوف ليتر (بالإنجليزية: Zulu Love Letter)، هُو فيلم دراما جنوب أفريقي.

## وصلات خارجية
- زولو لوف ليتر على موقع IMDb (الإنجليزية)
- زولو لوف ليتر على موقع ألو سيني (الفرنسية)
- زولو لوف ليتر على موقع Turner Classic Movies (الإنجليزية)
- زولو لوف ليتر على موقع أول موفي (الإنجليزية)
- زولو لوف ليتر على موقع فيلمافينيتي (الإسبانية)
- زولو لوف ليتر على موقع قاعدة بيانات الفيلم (الإنجليزية)
- زولو لوف ليتر على موقع ليتربوكسد (الإنجليزية)
- زولو لوف ليتر على موقع كينوبويسك (الروسية)